# 나갑성
나갑성(羅甲成, 1944년 2월 2일 ~ 현재)는 대한민국의 배우이다. 1974년 데뷔작으로 《아랑낭자전》에서 활동했다. 연기자에 몰두하여 또한 남성적인 매력을 가지고 있다.

## 출연

### 영화 작품
- 2005년 《형사 Duelist》... 주막 사람들 역
- 2001년 《이유 없는 반항》... 가게주인 역
- 1999년 《만날 때까지》... 인민군 1 역
- 1999년 《인정사정 볼 것 없다》
- 1999년 《얼굴》
- 1998년 《엑스트라》(특별출연)
- 1998년 《투캅스 3》... 형사 4 역
- 1998년 《천년환생》
- 1997년 《할렐루야》
- 1997년 《삘구》... 선주 역
- 1996년 《학생부군신위》... 찬길 친구 역
- 1996년 《알바트로스》... 윤석 역
- 1996년 《투캅스 2》... 형사 2반장 역
- 1996년 《보스》
- 1995년 《돈을 갖고 튀어라》... 중간보스 1 역
- 1995년 《아찌 아빠》
- 1995년 《애마와 변강쇠》... 순경 역
- 1995년 《머저리와 등신들》... 제작부장 역
- 1995년 《48+1》... 형사 역
- 1995년 《무궁화 꽃이 피었습니다》... 교도과장 역
- 1995년 《영원한 제국》... 옥장 역
- 1995년 《남자는 괴로워》
- 1994년 《마누라 죽이기》... 촬영기사 역
- 1994년 《자정 이후》... 킬러 역
- 1994년 《짧은 시간 긴 시간》
- 1994년 《대통령의 딸》
- 1994년 《자정 이후》
- 1994년 《세상 밖으로》
- 1994년 《태백산맥》
- 1994년 《절대사랑》... 형사 1 역
- 1994년 《해적》... 궁전 사장 역
- 1994년 《증발》... 보안부요원 역
- 1994년 《칠삭동이의 설중매》
- 1994년 《잃어버린 욕망》
- 1993년 《투캅스》... 감찰반장 역
- 1993년 《무정의 제3부두》... 점포 주인 2 역
- 1993년 《가슴 달린 남자》... 교관 역
- 1993년 《백백교》
- 1993년 《산딸기 6》
- 1993년 《화엄경》... 교도관 역
- 1993년 《키드캅》... 경비 역
- 1993년 《영웅들의 날개짓》
- 1993년 《뜨거운 비》
- 1993년 《그대품에 아카시아 향기》... 선장 역
- 1993년 《검은 모자》... 백도 역
- 1992년 《미스터 맘마》... 경비 역
- 1992년 《안개에 젖은 리오의 밤은 깊어》... 창호 역
- 1992년 《나는 너를 천사라고 부른다》
- 1992년 《장군의 아들 3》
- 1992년 《돌아오라 개구리소년》... 형사 역
- 1992년 《서울에서 마지막 탱고 2》... 형사 역
- 1992년 《가출소년과 쌍코대작전》... 박 서장 역
- 1992년 《애사당 홍도》... 하인 역
- 1991년 《경마장 가는 길》... R의 매형 역
- 1991년 《맨발에서 벤츠까지》... 수위 역
- 1991년 《하얀 비요일》... 이 형사 역
- 1991년 《오늘같이 좋은 날》... 부하 1 역
- 1991년 《내일은 비》
- 1991년 《밤으로의 긴 여로》
- 1991년 《오엑스》
- 1991년 《사의 찬미》
- 1991년 《무릎 위의 여자》
- 1991년 《개벽》... 도인들 역
- 1991년 《돈아 돈아 돈아》... 채권자 역
- 1991년 《유혹의 강》... 동엽 아버지 역
- 1991년 《토끼를 태운 잠수함》... 군의관 역
- 1991년 《누가 용의 발톱을 보았는가》
- 1991년 《15년 3시간 전》
- 1991년 《서울, 에비타》
- 1991년 《불새의 춤》
- 1991년 《있잖아요 비밀이에요 2》... 경관 역
- 1991년 《젊은 날의 초상》... 형 친구 1 역
- 1991년 《인간시장 3》... 형사 역
- 1991년 《겨울 꿈은 날지 않는다》
- 1990년 《용감한 사람들》
- 1990년 《새벽에서 밤까지》
- 1990년 《별난 두 영웅》
- 1990년 《있잖아요 비밀이에요》... 경찰 역
- 1990년 《도시의 상처》
- 1990년 《코리안 커넥션》... 마약감시반 역
- 1990년 《쫄병수첩 2》
- 1990년 《청송으로 가는 길》
- 1990년 《나는 날마다 일어선다》
- 1990년 《남자 시장》
- 1990년 《매춘시대》
- 1990년 《영심이》... 아빠친구 역
- 1990년 《꼴찌부터 일등까지 우리반을 찾습니다》
- 1990년 《마야고》... 천봉 역
- 1990년 《반쪽아이들》... 순경 역
- 1990년 《수탉》... 경찰 1 역
- 1990년 《눈물의 웨딩드레스》... 순경 역
- 1990년 《새벽을 깨우리로다》
- 1990년 《물의 나라》... 형사 역
- 1990년 《새벽외출》... 사내 역
- 1989년 《매매꾼》
- 1989년 《며느리 밥풀꽃에 대한 보고서》
- 1989년 《달아난 말》
- 1989년 《내 사랑 동키호테》
- 1989년 《들병이》
- 1989년 《89 인간시장 오! 하나님》... 보디가드 역
- 1989년 《장미속의 살모사》
- 1989년 《칠색조》(특별출연)
- 1989년 《구로 아리랑》... 형사 2 역
- 1989년 《불화살》
- 1989년 《서울텍사스 서울공주》
- 1989년 《춘화춘풍》
- 1989년 《건드리지 좀 마》
- 1989년 《개그맨》
- 1989년 《죄없는 병사들》
- 1989년 《신사동 제비》... 악당 1 역
- 1988년 《달콤한 신부들》
- 1988년 《지리산의 성난 토끼들》
- 1988년 《그녀와의 마지막 춤을》
- 1988년 《지금은 양지》... 유 전무 역
- 1988년 《매춘》
- 1988년 《청춘시대》
- 1988년 《청춘펀치》
- 1988년 《칠수와 만수》
- 1988년 《가루지기》
- 1988년 《그 마지막 겨울》
- 1988년 《성야》
- 1988년 《대물》
- 1988년 《깜동》... 선태 역
- 1988년 《아스팔트 위의 동키호테》
- 1988년 《빨간 앵두 4》
- 1988년 《이장호의 외인구단 2》... 코치 2 역
- 1987년 《도화》
- 1987년 《요화 어을우동》
- 1987년 《여자는 바람 여자는 바람》... 건달 1 역
- 1987년 《안녕하새요 하느님》... 순경 역
- 1987년 《지옥의 링》
- 1987년 《은하에서 온 별똥동자》... 여 사장 역
- 1987년 《박철수의 헬로 임꺽정》
- 1987년 《비창》... 형사 역
- 1987년 《변강쇠 2》... 형방 역
- 1987년 《못다 부른 노래님》
- 1987년 《관계》
- 1987년 《소금장수》
- 1987년 《밤나비》
- 1987년 《동녀》
- 1987년 《달래내 보슬이》
- 1987년 《기쁜 우리 젊은 날》
- 1987년 《지옥의 링》
- 1987년 《나는 다시 살고 싶다》
- 1986년 《변강쇠》... 군란 역
- 1986년 《황진이》
- 1986년 《영웅연가》
- 1986년 《단》
- 1986년 《수렁에서 건진 내 딸 2》
- 1986년 《비내리는 영동교》
- 1986년 《돌아이 2》
- 1986년 《겨울 나그네》
- 1986년 《스잔나의 체험》
- 1986년 《춤추는 딸》
- 1986년 《방황하는 별들》... 술집 사내 1 역
- 1985년 《어우동》... 대감들 역
- 1985년 《여자의 반란》... 형사 역
- 1985년 《어미》... 형사 역
- 1985년 《서울에서 마지막 탱고》... 형사 역
- 1985년 《월화의 사미인곡》
- 1985년 《화녀촌》
- 1985년 《목없는 여살인마》
- 1985년 《삿갓 쓴 장고》... 빈대 역
- 1985년 《화랭이》
- 1985년 《인간시장 2 - 불타는 욕망》
- 1985년 《빨간 앵두 2》
- 1985년 《물목》
- 1985년 《그대 있어야 할 자리에》
- 1985년 《고추밭의 양배추》
- 1985년 《고래 사냥 2》
- 1985년 《돌아이》
- 1985년 《아가씨와 사관》
- 1985년 《깊은숲속 옹달샘》
- 1985년 《불의 회상》
- 1985년 《깊고 깊은 그곳에》
- 1984년 《바보사냥》
- 1984년 《스타페리 불청객》
- 1984년 《흐르는 강물을 어찌 막으랴》
- 1984년 《바람난 도시》
- 1984년 《바보스러운 여자》
- 1983년 《사랑만들기》
- 1983년 《일송정 푸른 솔은》
- 1983년 《풀잎처럼 눕다》
- 1983년 《장미와 도박사》
- 1983년 《인생극장》
- 1983년 《질투》
- 1983년 《이 한몸 돌이 되어》
- 1983년 《인간시장 - 작은 악마 스물두살의 자서전》
- 1983년 《0시의 호텔》
- 1983년 《들개》
- 1983년 《마음은 외로운 사냥꾼》
- 1982년 《반노》
- 1982년 《오염들 자식들》
- 1982년 《평양박치기》
- 1982년 《죽으면 살리라》
- 1982년 《어둠의 딸들》
- 1982년 《야생마》
- 1982년 《관 속의 드라큐라》
- 1982년 《날마다 허물벗는 꽃뱀》
- 1982년 《사후세계》
- 1981년 《두 아들》
- 1981년 《만다라》
- 1981년 《한녀》
- 1981년 《오늘밤은 참으세요》
- 1981년 《세 번은 짧게 세 번은 길게》
- 1981년 《여호신》
- 1980년 《복부인》
- 1980년 《돌아와요 부산항'80》
- 1980년 《하늘이 부를 때까지》
- 1980년 《월녀의 한》
- 1980년 《오사까의 외로운 별》
- 1980년 《화려한 경험》
- 1980년 《망령의 곡》
- 1980년 《물보라》
- 1980년 《강변부인》
- 1980년 《병태와 영자》
- 1980년 《깃발없는 기수》
- 1980년 《영원한 유산》
- 1979년 《병태와 영자》
- 1979년 《영녀》
- 1979년 《정조》
- 1979년 《느미》
- 1979년 《석양의 10번가》
- 1979년 《내일 또 내일》
- 1979년 《휘청거리는 오후》
- 1978년 《특명 8호》
- 1978년 《사랑과 죽음의 기록》
- 1978년 《대동강 출신》
- 1978년 《과부》
- 1978년 《체험》
- 1978년 《독수리 날개를 펴라》
- 1978년 《가깝고도 먼 길》
- 1977년 《둘도 없는 너》
- 1977년 《고교결전 자! 지금부터야》
- 1977년 《캐논청진공작》
- 1977년 《만원》
- 1976년 《구삼육 사건》
- 1976년 《흑룡강》
- 1976년 《특명》
- 1976년 《밀명객》
- 1976년 《사나이 악수》
- 1976년 《비정지대》
- 1976년 《천의 얼굴 (항일첩보전 시리즈)》
- 1976년 《흑룡강》
- 1976년 《7인의 말괄량이》
- 1976년 《마지막 밤의 탱고》
- 1976년 《삼인의 밀객》
- 1976년 《설중매》
- 1976년 《원산공작》
- 1976년 《단둘이서》
- 1975년 《특별수사본부 외팔이 김종원》
- 1975년 《지옥의 초대장》
- 1975년 《숲과 늪》
- 1975년 《태양의 분노》
- 1975년 《형사 배삼룡》
- 1975년 《폭력은 없다》
- 1975년 《미스염의 순정시절》
- 1975년 《황금마담》
- 1974년 《비에 젖은 입술》
- 1974년 《명동에서의 첫사랑을》
- 1974년 《아랑낭자전》
- 1974년 《국회 푸락치》